# Alex Saidac
Alex Saidac, född Alexandra Anna Maria Charlotte Saidac den 2 januari 1989, är en svensk sångerska, låtskrivare, dj och hästpolospelare. 

## Biografi

### Hästpolo
Alex Saidac inledde vid 13 års ålder en karriär som hästpolospelare och tränade bland annat i Argentina. Vid 16 års ålder flyttade hon ensam till Spanien för att fokusera på polon och blev en av de ledande kvinnliga hästpolospelarna i Sverige och Spanien. 

### Musik
Vid 19 års ålder sökte hon till musikutbildningen Musikmakarna och kom in, vilket sedermera ledde till skivkontrakt med SoFo Records år 2010 och med All Around The World/Island Records år 2011. Den 13 juli år 2011 släppte hon i Sverige sin debutsingel We Shine, som gick upp till placering #3 på iTunes, #6 på Swedish Dance Chart och #30 på Scandinavian Dance Chart. Singeln har nått #10 på engelska poplistan.
16 april 2012 släppte Saidac sin andra singel Stay In This Moment som gick upp till placering 3 på iTunes. 12 december 2012 släpptes Saidacs tredje singel Proud To Be A Problem, som gick upp till placering 3 på iTunes. Hon valde att inte ge ut sitt första färdiga album utan i stället börja om för att finna sin egen stil i grunden. I september 2013 släpptes från denna nystart singeln Number Painting.
13 oktober 2012 medverkade Saidac i TV3:s program Du får mig att känna till förmån för Cancerfondens Rosa Bandet.